# Strong City (Kansas)
Strong City é uma cidade localizada no estado americano de Kansas, no Condado de Chase.

## Demografia
Segundo o censo americano de 2000, a sua população era de 584 habitantes.
Em 2006, foi estimada uma população de 580, um decréscimo de 4 (-0.7%).

## Geografia
De acordo com o United States Census Bureau tem uma área de
1,4 km², dos quais 1,4 km² cobertos por terra e 0,0 km² cobertos por água. Strong City localiza-se a aproximadamente 365 m acima do nível do mar.

## Localidades na vizinhança
O diagrama seguinte representa as localidades num raio de 28 km ao redor de Strong City.